# Fidelis Böhler
Fidelis Böhler (* 1887 in Friedingen (Langenenslingen); † 11. August 1954 in Fellbach) war ein deutscher Fahrzeugkonstrukteur. Er war Mitbegründer der Bufag-Fahrzeugwerke in Hannover und war maßgeblich an der Entwicklung des Kleinwagens Hanomag „Kommissbrot“ beteiligt. In Riedlingen konstruierte er in den 1940er Jahren in seiner eigenen Firma das Einmann-Fahrzeug Böhler Monoplace.

## Leben

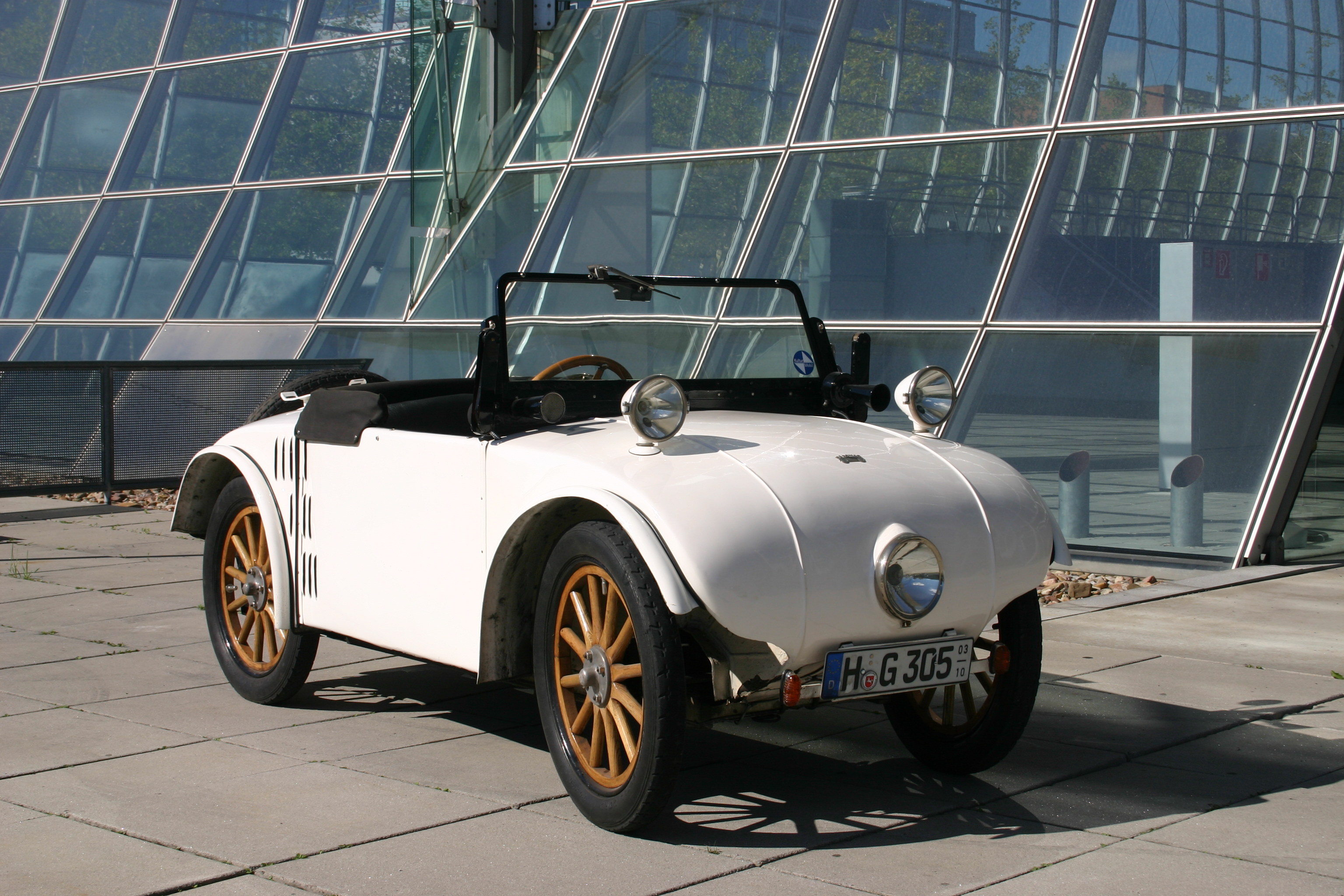
Hanomag „Kommissbrot“, 1925

Böhler absolvierte einer Mechanikerlehre bei Luftschiffbau Zeppelin in Friedrichshafen und war später bei NSU in Neckarsulm tätig. 
Im Alter von 36 Jahren gründete Böhler 1923 in Hannover mit dem Studenten Hellmuth Butenuth und dem Konstrukteur Karl Pollich die Butenuth-Fahrzeugwerke AG (Bufag). Gemeinsam entwickelten sie einen Kleinwagen, auf den im selben Jahr im Rahmen der Berliner Automobilausstellung ein Vertreter der Hanomag aufmerksam wurde. In der Folge wurde die Bufag samt ihren Konstruktionsplänen für einen weiteren Kleinwagen von der Hanomag aufgekauft; Böhler und seine beiden Kollegen wurden bei der Hanomag fest angestellt. Der von ihnen konstruierte zweite Kleinwagen wurde 1924 als Hanomag 2/10 PS gebaut und im Volksmund unter dem Namen  „Kommissbrot“ bekannt. 
Später betrieb Böhler in Riedlingen eine eigene Werkstatt und stellte dort in den Nachkriegsjahren in kleinen Stückzahlen den Böhler Monoplace her. Der Kleinwagen mit nur einem Sitzplatz, für den er bereits 1932 einen Prototyp entwickelt hatte, war zum Preis von 400 Reichsmark erhältlich.
Böhler starb 1954 in Fellbach und wurde in Riedlingen bestattet.

## Ehrungen
Nach ihm ist in Riedlingen die Fidelis-Böhler-Straße benannt.